# 마이 워스트 나이트메어
《마이 워스트 나이트메어》(프랑스어: Mon pire cauchemar)는 프랑스와 벨기에에서 제작된 안 퐁텐 감독의 2011년 코미디 영화이다. 이자벨 위페르 등이 주연으로 출연하였다. 서로 전혀 다른 성향의 남녀가 가까워지는 과정을 묘사한다.

## 줄거리
깐깐한 미술상 아가트는 파리에서 출판인 프랑수아와 아들 아드리얭을 키우며 고상한 삶을 살고 있다. 하루는 교사-학부모 모임에서 아들 아드리얭의 친구 토니의 아버지인 파트리크를 만나 각을 세우게 된다. 프랑수아는 돈이 없고 거칠지만 재미있는 파트리크를 맘에 들어해 아가트의 반대에도 불구하고 집 수리를 맡기고 집이 없는 파트리크를 아예 집에서 살게 한다.
프랑수아는 파트리크를 통해 젊은 사회복지사 쥘리를 알게 돼 바람핀 끝에 아가트를 떠난다. 이후 아가트도 파트리크와 함께 술을 마시다가 잠자리를 갖고 마는데...

## 출연

### 주연
- 이자벨 위페르 - 아가트 역
- 브누아 풀보르드 - 파트리크 역
- 앙드레 뒤솔리에 - 프랑수아 역

### 조연
- 비르지니 에피라 - 쥘리 역
- 코랑탱 드브루유 - 토니 역
- 도나시앵 쉬네르 - 아드리얭 역
- 오렐리앵 르쿠앵
- 에리크 베르제